# Candidaturas a los Juegos Olímpicos de 2024
Cinco ciudades presentaron sus candidaturas para acoger los Juegos Olímpicos de 2024, formalmente conocidos como los Juegos de la XXXIII Olimpiada. Budapest, Hamburgo, Los Ángeles, París y Roma, las cinco candidatas fueron anunciadas oficialmente por el Comité Olímpico Internacional (COI) el 16 de septiembre de 2015. No obstante, Hamburgo se retiró el 29 de noviembre de 2015, dejando cuatro candidaturas activas. Al año siguiente, el 21 de septiembre, Roma también canceló su candidatura. El 8 de diciembre del mismo año, el Comité aprobó el pase de las tres ciudades restantes a la siguiente fase del proceso de elección. No obstante, Budapest se retiró el 22 de febrero de 2017.
Poco después, el 5 de julio, la Comisión de Evaluación del COI presentó su informe final tras visitar las dos ciudades candidatas. Seis días después, el COI aprobó en sesión extraordinaria una propuesta presentada desde marzo de ese año para otorgar las sedes de los Juegos de 2024 y 2028 en la 130.ª Sesión del Comité Olímpico Internacional, a celebrarse en Lima, Perú el 13 de septiembre de 2017. Posteriormente, el COI buscó un acuerdo tripartito en el que ambas ciudades aceptaran los términos, se establecieran las contribuciones financieras y se definieran seguridades para las candidatas.
El 31 de julio, París y Los Ángeles llegaron a un acuerdo para que esta última ciudad celebrara los Juegos de 2028 y París los de 2024, que fue ratificado por el COI el 13 de septiembre durante la 131.ª Sesión en Lima, Perú.

## Calendario
El 16 de septiembre de 2015, se anunció el calendario de candidatura:
Tres fases
|   | Fase                                                     | Fechas                                                               | Entrega del Expediente de Candidatura                   |
| - | -------------------------------------------------------- | -------------------------------------------------------------------- | ------------------------------------------------------- |
| 1 | Visión, Concepto de los Juegos y Estrategia              | 15 de septiembre de 2015 — junio de 2016                             | Expediente de Candidatura Parte 1 17 de febrero de 2016 |
| 2 | Gobernanza, Jurídico y Financiamiento de Sedes           | Junio — diciembre de 2016                                            | Expediente de Candidatura Parte 2 7 de octubre de 2016  |
| 3 | Entrega de los Juegos, Experiencia y Legado de las Sedes | Diciembre de 2016 — septiembre de 2017 Elección en la Sesión del COI | Expediente de Candidatura parte 3 3 de febrero de 2017  |

Fase 1 — Visión, Concepto de los Juegos y Estrategia
- 15 de septiembre de 2015: Los Comités Olímpicos Nacionales (CON) informan al COI el nombre de la ciudad candidata.
- 23-25 de septiembre de 2015: Reunión del COI con las ciudades candidatas.
- 16 de octubre de 2015: Firma del Proceso de Candidatura 2024.
- Semana del 16 de noviembre de 2015: Talleres individuales en Lausana.
- 17 de febrero de 2016: Fecha límite para la entrega del Expediente de Candidatura Parte 1: Visión, Concepto de los Juegos y Estrategia.
- Febrero-mayo de 2016: Análisis de la documentación por parte del Grupo de Trabajo de la Comisión Evaluadora del COI y entrega de un reporte a la Comisión Ejecutiva.
- 1 de junio de 2016: Confirmación de las ciudades candidatas que pasan a la siguiente fase.

Fase 2 — Gobernanza, Jurídico y Financiamiento de Sedes
- 1-3 de junio de 2016: Talleres individuales con las ciudades candidatas y su CON (Retroalimentación de la Fase 1).
- 5-21 de agosto de 2016: Programa de observadores de los Juegos Olímpicos en Río de Janeiro.
- Agosto de 2016: Talleres de Gobernanza, Jurídico y Financiamiento de Sedes en Río de Janeiro.
- 7 de octubre de 2016: Fecha límite para la entrega del Expediente de Candidatura Parte 2: Gobernanza, Jurídico y Financiamiento de Sedes.
- Octubre-noviembre de 2016: Análisis de la documentación por parte del Grupo de Trabajo de la Comisión Evaluadora del COI y entrega de una reporte a la Comisión Ejecutiva.
- Noviembre de 2016: Talleres de Gobernanza, Jurídico y Financiamiento de Sedes en Tokio.
- 6-8 de diciembre de 2016: Confirmación de las ciudades candidatas que pasan a la siguiente fase.

Fase 3 — Entrega de los Juegos, Experiencia y Legado de las Sedes
- 3 de febrero de 2017: Fecha límite para la entrega del Expediente de Candidatura Parte 3: Entrega de los Juegos, Experiencia y Legado de las Sedes.
- Febrero-junio de 2017: Análisis y visita a las ciudades por parte de la Comisión Evaluadora del COI:
  - 23-25 de abril: Los Ángeles
  - 14-16 de mayo: París
- Junio de 2017 (por confirmar): Publicación del Reporte de la Comisión Evaluadora.
- Junio de 2017 (por confirmar): Las ciudades tienen el derecho a responder al Reporte de la Comisión.
- 11-12 de julio de 2017: Sesión informativa para miembros del COI y de las Federaciones Internacionales.
- Septiembre de 2017: Designación de las ciudades candidatas para su elección en la Sesión del COI.
- 13 de septiembre de 2017: Elección de la Ciudad Sede en Lima, Perú.

El 5 de julio de 2017, la Comisión de Evaluadora del COI publicó un informe para las dos ciudades candidatas. Se reveló que el 78% de los ciudadanos de Los Ángeles apoyan la candidatura de los Juegos Olímpicos y Paralímpicos, mientras que el 63% en París están a favor de la candidatura francesa.
La Junta Ejecutiva del COI se reunió en Lausana, Suiza, para examinar los procesos de designación de 2024 y 2028 el 9 de junio de 2017. El Comité Olímpico Internacional ha propuesto formalmente la elección de las ciudades anfitrionas olímpicas de 2024 y 2028 al mismo tiempo este año. La propuesta fue aprobada por una Sesión Extraordinaria del COI el 11 de julio de 2017. El COI estableció un proceso en el que el comité de candidaturas LA 2024, París 2024 y el COI desarrollaran en juntas para escoger cual de los dos ciudades ganara 2024 y cual ganara 2028 dentro de los 30 días previos a la conferencia de Lima. Una vez que una ciudad es elegida, una ciudad candidata caerá de la carrera 2024 y se le ofrecerá exclusivamente ser ciudad candidata para los juegos de 2028. El mismo comité de evaluación del COI para el año 2024, dirigido por Patrick Baumann, tendrá que obtener nuevos contratos de la ciudad, así como garantías de seguridad. Tanto París como Los Ángeles acogieron con satisfacción la decisión de hospedaje doble. Si las dos ciudades no pueden llegar en acuerdo para 2024 y 2028, la COI votara en Lima solamente para 2024 entre las dos ciudades.

## Ciudades candidatas
Cinco ciudades presentaron oficialmente su candidatura ante el Comité Olímpico Internacional (COI) para ser sede de los Juegos Olímpicos de 2024. Sin embargo, Hamburgo se retiró el 29 de noviembre de 2015 luego de que sus habitantes rechazaran en un referéndum la candidatura de la ciudad. Más tarde, el 21 de septiembre de 2016, Roma también retiró su candidatura. El 8 de diciembre de ese mismo año, el COI aprobó el pase de las tres ciudades restantes a la tercera etapa de la elección. Por su parte, Budapest se retiró de la contienda el 22 de febrero de 2017.

### París,Francia
París celebró los Juegos Olímpicos de 1900 y 1924. De ganar la sede, el evento coincidiría con el centenario de sus Juegos anteriores. Asimismo, se convertiría en la segunda ciudad, después de Londres, en organizar tres ediciones del evento. La candidatura de la capital francesa fue derrotada en la carrera por la sede de 1992, 2008 y 2012. El exministro de Deportes francés, Jean-Francois Lamour, afirmó que 2024 representa el mejor objetivo para una candidatura parisina. Se estima un presupuesto de 35 millones de euros para la construcción de nuevas instalaciones deportivas. El 15 de octubre de 2014, el primer ministro, Manuel Valls, declaró que la ciudad buscaría organizar la Exposición Universal de 2025, lo que motivó preocupaciones sobre la candidatura olímpica de la ciudad.
El 8 de noviembre de ese mismo año, la alcaldesa Anne Hidalgo, sugirió que la ciudad podría no ser capaz de albergar el evento. «Estamos en una posición financiera y presupuestaria tal que no me permite decir si vamos a realizar esta candidatura». Además, habló sobre una potencial candidatura a los Juegos Olímpicos de Verano de 2028. Sin embargo, en marzo del año siguiente, apoyó la propuesta de 2024. El consejo de París aprobó la presentación de la candidatura el 13 de abril, lo que convirtió a París en ciudad aspirante. El 26 de junio siguiente, la Federación Francesa de Vela anunció la selección de las ciudades a considerar para albergar las competiciones de vela: El Havre (Sena Marítimo), La Rochelle (Charente Marítimo), Brest (Finisterre), Hyères (Var), Marsella (Bocas del Ródano) y Quiberon (Morbihan). El 7 de septiembre, Marsella fue elegida.

### Los Ángeles,Estados Unidos
Al retirarse la ciudad de Boston semanas antes para la elección interna del Comité Olímpico Estadounidense, la ciudad alternativa de Los Ángeles fue la candidata aceptada por ser de más experiencia, que celebró y organizó los Juegos Olímpicos de 1932 y 1984, contando con muchas instalaciones ya construidas y remodeladas recientemente. Con su Coliseo en remodelación y un estadio nuevo (SoFi Stadium) bajo construcción para el equipo LA Rams que costara más de dos mil millones de dólares, financiado por fondos privados. La ciudad espera que su experiencia y en no tener que construir estadios será un buen ejemplo de tener los gastos bajos para ciudades candidatas y anfitrionas en el futuro del programa Olímpico. El COI ya aceptó su propuesta con la cual oficialmente es candidata a la organización de los Juegos del año 2024. La candidatura recibió apoyo del Comité Americano, el ayuntamiento de Los Ángeles, El Estado de California, y del gobierno federal en Washington D. C.

## Candidaturas canceladas

### Roma,Italia
Roma, sede de los Juegos Olímpicos de Verano de 1960, externó su interés en una candidatura a los JJOO de 2024. Previamente, la candidatura de Roma 2020 fue cancelada en 2012. No obstante, el gobierno italiano renovó su interés. Diversas fuentes cercanas al gobierno aseguraron que Roma era la única potencial candidatura italiana. Por su parte, el presidente del Comité Olímpico Internacional, Thomas Bach, declaró: «Roma es una candidatura muy fuerte y apreciada para los Juegos Olímpicos de 2024». El 15 de diciembre de 2014, el primer ministro Matteo Renzi confirmó la candidatura de Roma.
El 10 de febrero de 2015, el Comité Olímpico Nacional Italiano (CONI) aseguró que el expresidente de Ferrari, Luca Cordero di Montezemolo, sería el Presidente del Comité de Candidatura de Roma. «No creo que nadie en Italia tenga la popularidad que tiene Luca en el extranjero», destacó el presidente del CONI, Giovanni Malago. Montezemolo lideró el Comité Organizador de la Copa del Mundo 1990, celebrada en Italia. Malago, Montezemolo y Luca Pancalli, presidente del Comité Paralímpico Italiano nombrado vicepresidente del Comité de Candidatura, viajaron a Lausana, Suiza, el 11 de febrero para una reunión con Bach. No obstante, el 21 de septiembre de 2016, la alcaldesa de Roma, Virginia Raggi, anunció el retiro de la candidatura, debido a los problemas económicos de Italia. Además, señaló que sería «irresponsable» celebrar los Juegos y que solamente ocasionarían un incremento en la deuda de la ciudad.

### Hamburgo,Alemania
Thomas Bach, presidente del Comité Olímpico Internacional, declaró que Hamburgo se aplicaría para los Juegos Olímpicos de 2024. Hamburgo podría combinar la base de agua y los otros juegos no basados en agua en un círculo muy pequeño, debido a su buena ubicación. Hamburgo sería la sede de los juegos por primera vez en su historia y por lo tanto recibir la virtud sobre Berlín. El 16 de marzo de 2015, el Comité Olímpico Nacional (COA) propuso a Hamburgo para ser la ciudad candidata por Alemania. El 21 de marzo de 2015, la asamblea general de la COA confirmó la decisión de permitir a Hamburgo para pujar para los Juegos. En junio de 2015, el Parlamento de Hamburgo aprobó la realización de un referéndum vinculante. Las encuestas mostraban que el 64% de la población de Hamburgo respaldaba la solicitud de los Juegos Olímpicos de 2024 o 2028. Por su oferta, Hamburgo reutilizó el logotipo y el lema de la oferta anterior para albergar los Juegos Olímpicos de Verano en 2012. El logotipo mostraba una onda de agua que se convertía en una llama, en referencia al agua, que es un aspecto definitorio del paisaje urbano de Hamburgo, y la llama olímpica. El lema era «Feuer und Flamme», o «Fire and Flame», que combinaba la llama olímpica con una expresión alemana que se traduce en «ser el fuego y la llama para algo», lo que significa que se es muy entusiasta y / o emocionado acerca de algo.
En el pasado, la ciudad de Hamburgo también estaba pensando en la celebración de los Juegos Olímpicos, ya sea en 2024 o 2028, y después de la propuesta por el alcalde de Copenhague, Frank Jensen, el estudio también estudiaría la posibilidad de una oferta conjunta Hamburgo-Copenhague, aunque iba a exigir un cambio de la Carta Olímpica. Después del 16 de marzo de 2015, la oferta conjunta pareció improbable.
Hamburgo retiró su candidatura el 29 de noviembre de 2015 luego de que cerca del 52% de sus habitantes rechazara en el referéndum la organización de los Juegos Olímpicos en la ciudad.

### Budapest,Hungría
En junio de 2015, la Asamblea del Comité Olímpico Húngaro (MOB) y la Asamblea de Budapest decidieron presentar una candidatura a los Juegos Olímpicos. La ciudad había buscado previamente la sede de los Juegos de 1916, 1920, 1936, 1944 y 1960. En julio siguiente, el Parlamento Húngaro votó por apoyar la candidatura. El 28 de enero de 2016, el Consejo de la Ciudad de Budapest aprobó la lista de sedes propuesta.
Al visitar la ciudad en diciembre de 2015, Thomas Bach, presidente del COI, señaló que Budaspet es un «fuerte contendiente» para organizar los Juegos. Balázs Fürjes, el líder de la candidatura, declaró al respecto: «Unos Juegos en Budapest mandarían el mensaje de que los Juegos Olímpicos no son únicamente para las megaciudades, sino también para las ciudades de tamaño medio. Budapest puede hacer realidad la Agenda 2020, unos Juegos en Budapest darían esperanza a nuevas naciones y nuevas ciudades; naciones y ciudades emergentes. Extenderían el alcance del movimiento olímpico y crearían nuevas posibilidades que harían avanzar la nueva agenda del COI». Al presentar los detalles de la candidatura en una reunión de los Comités Olímpicos Nacionales y los líderes olímpicos en Doha, la delegación aquincense señaló que Budapest es «la ciudad del tamaño correcto en el momento correcto» para organizar el evento. El gobierno del primer ministro Viktor Orbán también respaldó la candidatura. Orbán aseguró que: «Hungría cree que el deporte es más importante que cualquier otro interés político y es por ello que nunca debe desviarse a la arena de las pugnas políticas. El gobierno apoya la candidatura». También indicó que en los pasados 120 años, los Juegos Olímpicos se han convertido en «una pasión» para los húngaros y esto ha sucedido quizá «porque el espíritu olímpico representa una forma tan pura libertad, otrora escasa en Europa Central». Las autoridades húngaras también consideraron que «organizar unos Juegos Olímpicos sería un pináculo de este proceso histórico. No competimos únicamente por nosotros, representamos a toda la región».
En enero de 2017, una organización civil denominada «Momentum Movement» comenzó una petición para que en referendo los residentes de Budapest decidieran si organizar o no los Juegos. Diversos partidos de oposición (Lehet Más a Politika, Együtt, Párbeszéd Magyarországért, Partido Socialista Húngaro y Demokratikus Koalíció) se unieron al movimiento. La mayoría de los partidos opositores y algunas organizaciones civiles criticaron el uso de dinero para los Juegos en lugar de desarrollar los sistemas de salud, educación y transporte en Budapest. El 17 de febrero de 2017 se anunció la recolección de 266 151 firmas. En respuesta, Fürjes aceptó que el éxito de la petición dejó a la campaña «sin oportunidades» de éxito. Cinco días después se anunció la retirada de la candidatura.

### Boston,Estados Unidos
Un grupo privado llamado el Comité Exploratorio Olímpico de Boston buscó llevar a los Juegos de Verano de Boston en 2024 y para eso se esperó obtener la aprobación del alcalde Thomas M. Menino para conseguir un apoyo preliminar de las empresas locales. El 8 de enero de 2015 se anunció que Boston fue escogida como la ciudad candidata de Estados Unidos. Antes de ser sometida por competición internacional, la ciudad retiró la candidatura el 28 de julio de 2015. Los Ángeles fue sometida a la ciudad elegida por el comité de Estados Unidos para la competición internacional.

## Precandidaturas canceladas

### África
- Casablanca: la ciudad más grande de Marruecos planeaba montar una candidatura para los Juegos Olímpicos de Verano de 2020, sin embargo prefirió esperar hasta 2024, que finalmente quedó cancelada.[43]
- Durban: la ciudad costera de Durban después de la exitosa organización de la Copa Mundial de Fútbol de 2010, planeaba postularse para las olimpiadas en 2024.[44]
- Nairobi: en agosto de 2012, el primer ministro de Kenia Radila Odinga, dijo que en Kenia «empezarán el proceso de preparación para albergar la 33.ª Olimpiada en 2024».[45][46]

### América
- Lima: La idea de organizar las olimpiadas del año 2024 surgió después de la elección de la ciudad para organizar los Juegos Panamericanos de 2019. Akio Tamashiro afirmó en que la ciudad tenía mucho interés en postularse.[47] Tiempo después la ciudad se presentó como candidata para la 130.ª Sesión del Comité Olímpico Internacional en el año 2017, ganando la sede y superando a la ciudad de Helsinki para dicho evento. La misión de la asamblea será escoger a la ciudad que organizará los Juegos del 2024 (las ciudades que se presenten como candidatas a los juegos no pueden ser sede de la asamblea).

- Tijuana-San Diego: El alcalde de San Diego, Bob Filner, anunció en una reunión de alcaldes para organizar un Comité Olímpico, para presentar una ciudad estadounidense a los Juegos Olímpicos 2024, que le gustaría que se invitara a la ciudad de Tijuana (México), para hacer unos Juegos Olímpicos Binacionales.[48] El COI y el USOC informaron que los juegos olímpicos compartidos entre dos países están prohibidos.

- Toronto: El Ayuntamiento de Toronto votó en contra de la candidatura de los juegos de 2024 el 20 de enero de 2014, justificando un coste de entre 50 o 60 millones de dólares debido mayoritariamente a la inminente realización de los Juegos Panamericanos de 2015 de los que la ciudad fue elegida sede en 2009, aunque el alcalde de Toronto, Rob Ford, sugirió que una candidatura para los Juegos de 2028 sería más viable. Toronto se postuló para celebrar los Juegos Olímpicos de 1996 y 2008, pero perdió contra Atlanta y Pekín, respectivamente.[49]

- Guadalajara: Con la exitosa organización de los Juegos Panamericanos de 2011 y las buenas críticas de los mismos, se había planteado la posibilidad de aspirar a la organización de una Olimpiada sin embargo una comisión política descartó la postulación tras señalar que no se cuentan con las condiciones y garantías económicas de la ciudad para poder presentar un proyecto, incluso la ciudad había sido candidata a los Juegos Olímpicos de la Juventud de 2018 y sede del Mundial de Natación de 2017 y la misma deficiencia económica causó su descarto a la fase final de la elección y su renuncia a la organización del evento respectivamente.[50]

- Filadelfia: Larry Needle, director ejecutivo del Philadelphia Sports Congress, es representante de EE. UU. para llevar a cabo los Juegos Olímpicos de Verano de 2024 en Filadelfia.[51] El 28 de mayo de 2014 el alcalde de Filadelfia, Michael Nutter, informó al Comité Olímpico Estadounidense (USOC) que la decisión de la ciudad era retirar la candidatura de la ciudad para realizar los Juegos Olímpicos en 2024, aunque en cambio se apoyaría a Boston, que ya era ciudad aspirante.

### Asia
- Doha: Tras no haber sido seleccionada en el corte de aspirantes en las ediciones de 2016 y 2020, ambas por intentar organizar los juegos en otoño, la ciudad de Doha ha confirmado que tiene pensado apostar una vez más, pero esta vez por la edición de 2024. Catar organizará la Copa Mundial de Fútbol de 2022.[52]

- Dubái: La ciudad de Dubái ha confirmado que tiene pensado apostar por la edición de 2028.[53]

### Europa
- Berlín: La ciudad presentó su precandidatura a la Confederación Olímpica del Deporte Alemán,[54] sin embargo, la ciudad escogida para representar a Alemania fue Hamburgo.[55]

- Copenhague: Lars Bernhard Jorgensen, Director de Wonderful Copenhague, la oficina de turismo, dijo, «la visión de albergar los Juegos Olímpicos de Copenhague 2024 ha sido bien recibido y ahora que tenemos el informe hay una plataforma sólida para trabajar. Para nosotros sigue siendo de atraer más eventos internacionales a Copenhague ya que estos funcionan como un motor de crecimiento para el turismo de Dinamarca».[56]

- Madrid: Tras las fallidas candidaturas de la ciudad a los Juegos Olímpicos de 2012, 2016 y 2020 Ana Botella, alcaldesa de Madrid confirmó que la ciudad no se inscribirá para obtener candidatura a la celebración de los JJOO de 2024 a causa de que el movimiento olímpico ya ha aportado todos los beneficios posibles a la ciudad hasta el momento.[57] Además, también ha informado sobre la decisión al presidente del Gobierno, Mariano Rajoy y al rey Felipe VI.[58][59]

- San Petersburgo: San Petersburgo ya cuenta con el respaldo del Comité Olímpico Ruso para postularse como candidata en 2024, para este año Rusia ya contaría con la experiencia de los Juegos Olímpicos de invierno de Sochi 2014 y la Copa Mundial de Fútbol de 2018.[60]

### Oceanía
- Brisbane: Brisbane está preseleccionada por el Comité Olímpico Australiano, como candidata a sede de los Juegos Olímpicos de 2024.[61] «Es posible que en 15 o 20 años se realicen los Juegos Olímpicos» afirmó la primera ministra de Queensland, Anna Bligh, así como el alcalde de Brisbane,  lord mayor Campbell Newman.[62]

| Predecesor: Tokio 2020 | 'XXXIII Juegos Olímpicos de Verano - XXXIV Juegos Olímpicos de Verano París 2024 - Los Ángeles 2028 | Sucesor: Brisbane 2032 |